# Accès à Internet à haut débit
« Haut débit » redirige ici. Pour l’article homophone, voir Odebi.

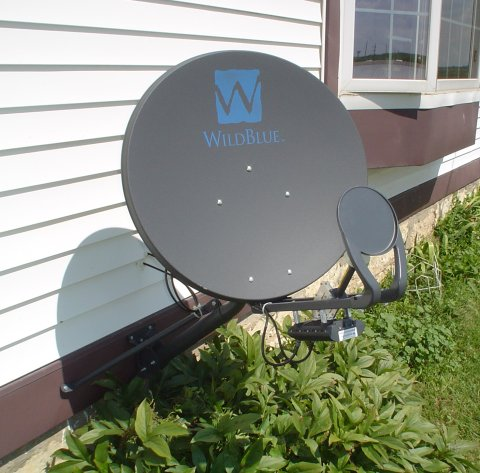
Récepteur satellite.

Un accès à Internet à haut débit (ou accès à Internet à large bande, par traduction littérale du terme anglais broadband) est un accès à Internet à un débit supérieur à celui des accès par modem à 56 kbit/s ou RNIS (typique 1× ou 2 × 64 kbit/s).
Le successeur du haut débit est le très haut débit (ou THD). Sur les réseaux mobiles, le HSPA (3G+) et le HSPA+ Dual-Cell apportent en 2015 le haut débit mobile aux utilisateurs avec des débits pics théoriques pouvant atteindre 42 Mbit/s en voie descendante et 11 Mbit/s en voie montante.
La 5G déployée dans de nombreux pays à partir de 2019 permet d'atteindre un Gbit/s (1 gigabit par seconde).

## Définition
La définition du haut débit varie selon les pays :
- aux États-Unis, le haut-débit asymétrique est de 25 Mbit/s descendants et de 3 Mbit/s montants, mais la définition du haut débit pourrait passer à 100 Mbit/s symétriques ;
- en France, on considère généralement le seul débit descendant qui qualifie le haut-débit entre 512 Kbits/s et 30 Mbits/s, et le Très Haut Débit se situe au-delà de 30 Mbits/s[2].

En France, selon l'Arcep, le haut débit est compris entre 512 Kbits et 30 Mbits par seconde. C'est également la définition retenue dans le cadre du Plan France Très Haut Débit lancé en 2013, qui vise à déployer des réseaux très haut débit sur l'ensemble du territoire d'ici 2022. Aux États-Unis, le haut débit était défini en 2010 par des débits supérieurs à 4 mégabits par seconde en descendant et 1 mégabit par seconde en montant. Au Canada, il faut présenter un débit supérieur à 1,5 mégabit par seconde pour être considéré comme du haut débit. Au Japon, un débit de 100 mégabits par seconde (équivalent à du très haut débit en France) n'est que du haut débit.
Pour l'Organisation de coopération et de développement économiques (OCDE), un débit supérieur à 256 kilobits par seconde peut être considéré comme du haut débit. L'Union internationale des télécommunications (UIT) préfère un débit supérieur ou égal à 256 kilobits par seconde et le Sénat en France définit un débit minimum de 2 mégabits par seconde pour parler de haut débit.

## Technologies
Il s'agit généralement de haut débit au niveau du réseau d'accès (ou boucle locale), c'est-à-dire au niveau du lien final entre l'abonné et le réseau. Les réseaux en amont (collecte et transport) sont quant à eux plutôt caractérisés par du très haut débit, correspondant au trafic agrégé de plusieurs dizaines, centaines ou milliers d'utilisateurs (suivant l'échelle considérée).
Les principales technologies de raccordement permettant le haut débit et le très haut débit incluent :
- la fibre optique jusque chez l'abonné (technique dite FTTH : Fiber to the home) permettant d’atteindre 1 000 Mbit/s, mais nécessitant l’installation d’un point de terminaison optique chez chaque abonné générant des coûts très supérieurs aux autres technologies ;
- la fibre optique jusqu’à l'immeuble (technique dite FTTB : Fiber to the building) avec une terminaison cuivre en G.fast permettant d’atteindre 500 Mbit/s en réutilisant le câblage d’immeuble existant ;
- la fibre optique jusqu’au sous-répartiteur avec une terminaison cuivre en VDSL2 permettant d’atteindre 100 Mbit/s en réutilisant une partie du réseau cuivre existant ;
- l‘hybride fibre coaxial historiquement déployé par les fournisseurs de télévision par câble et présent surtout dans les zones urbaines ; avec cette technologie, le raccordement terminal de l’abonné se fait en mode DOCSIS sur câble coaxial ; selon les versions mises en œuvre le débit varie de quelques dizaines à quelques centaines de Mbit/s ;
- le satellite, qui a un débit soutenu intéressant en voie descendante (réception des données), mais avec des latences importantes limitant les applications temps réel comme la téléphonie sur IP ou le jeu vidéo en réseau ;
- le DSL : les versions asymétriques (ADSL, VDSL, VDSL2) ou symétrique (SDSL), technologies s'appuyant sur le câblage cuivre existant et permettant des débits de quelques Mbit/s à 100 Mpbs selon la longueur du raccordement, dominante dans de nombreux pays dont la France, le Royaume-Uni, le Maroc, le Sénégal et la Tunisie ;
- le WiMAX, le WifiMAX ou encore l'airMAX déployés dans plusieurs pays, et les autres technologies de la boucle locale radio ;
- l'accès mobile via les réseaux EDGE, UMTS ou LTE ;
- les réseaux d'accès hybrides qui combinent deux (ou plus) technologies d'accès différentes telles que ADSL et LTE ;
- les courants porteurs en ligne, qui utilisent le réseau électrique de distribution.

Le site Internet du Plan France Très Haut Débit présente également les technologies permettant de fournir du très haut débit.
Ces techniques sont capables, en théorie, d'apporter des services multiples (images, voix, données) à haut débit mais, en pratique, la qualité du service est variable car la distance géographique affaiblit le signal, sauf pour la transmission par fibre optique où les effets de l'affaiblissement linéique ne sont pas notables dans un contexte de desserte. La plupart des technologies d'accès ont l'inconvénient d'offrir des débits plus faibles quand le client est éloigné du nœud de raccordement.

## Intérêt du haut débit
L'intérêt des technologies d'accès à haut débit est de permettre l'utilisation de services multimédias par Internet dans des conditions confortables, en particulier le streaming ou la télévision par Internet. Le téléchargement de contenus de grande capacité est également facilité, ainsi que le montre le tableau suivant qui donne les temps de téléchargement en fonction de quelques débits de connexion :
| Contenu                               | Connexion 512 kbit/s | Connexion 2 Mbit/s | Connexion 10 Mbit/s | Connexion 100 Mbit/s |
| ------------------------------------- | -------------------- | ------------------ | ------------------- | -------------------- |
| Page d'accueil de Google (160 ko)     | 2,5 s                | 0,6 s              | 0,1 s               | 0,01 s               |
| Piste de musique (5 Mo)               | 1 min 18 s           | 20 s               | 4 s                 | 0,4 s                |
| Clip vidéo (20 Mo)                    | 5 min 12 s           | 1 min 18 s         | 16 s                | 1,6 s                |
| CD/ film en basse définition (700 Mo) | 3 h 2 min 17 s       | 46 min 40 s        | 9 min 20 s          | 56 s                 |
| DVD/ film en haute définition (4 Go)  | 17 h 21 min 40 s     | 4 h 26 min 40 s    | 53 min 20 s         | 5 min 20             |

(les temps sont donnés en heures, minutes et secondes (valeur arrondie à la seconde), les volumes des contenus sont en kilooctets, mégaoctets ou gigaoctets, les vitesses de connexion sont en kilobits par seconde ou en mégabits par seconde).
Selon Neelie Kroes, commissaire européenne, « un développement plus rapide des technologies du haut débit peut créer un million d'emplois ».

## Marché du haut débit par pays

### OCDE 2012
Le taux de pénétration de l’accès Internet fixe haut débit, exprimé en nombre d’accès pour 100 habitants et en ordre décroissant, était le suivant en juin 2012 pour les 30 pays de l’OCDE :
1. Suisse 41,6 ;
2. Pays-Bas 39,4 ;
3. Danemark 38,3 ;
4. Corée du Sud 36,2 ;
5. Norvège 36,1 ;
6. France 35,5 ;
7. Islande 34,3 ;
8. Allemagne 33,8 ;
9. Royaume-Uni 33,6 ;
10. Belgique 32,7 ;
11. Suède 32,3 ;
12. Luxembourg 32,1 ;
13. Canada 31,9 ;
14. Finlande 29,7 ;
15. États-Unis 28,4 ;
16. Nouvelle-Zélande 28,0 ;
17. Japon 27,3 ;
18. Estonie 25,0 ;
19. Espagne 24,7 ;
20. Israël 24,6 ;
21. Australie 24,6 ;
22. Autriche 24,5 ;
23. Slovénie 24,2 ;
24. Grèce 22,6 ;
25. Irlande 22,5 ;
26. Italie 22,1 ;
27. Portugal 21,7 ;
28. Hongrie 21,2 ;
29. Tchéquie 16,3 ;
30. Pologne 14,5 ;
31. Slovaquie 14,2 ;
32. Chili 12,2 ;
33. Mexique 11,1 ;
34. Turquie 10,4.

Le taux de pénétration moyen pour les 30 pays de l’OCDE était en 2010 de 24,2 accès pour 100 habitants.

### Union européenne 2022
Entre 2013 et 2022, le taux de couverture haut débit des foyers de l'UE est passé de 16 % à 70 %.
En 2021, les pays de l'UE étant le plus pénétré par le haut débit sont Malte (100 %), Luxembourg (96 %), Danemark (95 %) et Espagne (94 %). Les moins couvert sont Grèce (20 %), Chypre (41 %) et Italie (44 %).
Dans les zones peu denses à moins de 100 habitants par kilomètre carré, les pays les mieux couverte sont Malte (100 %), Luxembourg, Danemark et Pays-Bas (79 % chacun). Les moins couverts sont la Grèce (0 %), la Tchéquie (7 %) et la Finlande (12 %).
Ces statistiques européennes considèrent le haut débit comme un réseau de communication électronique (sic) entièrement optique au moins jusqu'au point de distribution sur le lieu desservi, ou un réseau de communication électronique capable de délivrer aux heures de pointe usuelles, des performances réseau similaires, en termes de débit montant et descendant, résilience, gestion des erreurs, et latence dans sa variation.